# Helicopsyche albidela
Helicopsyche albidela là một loài Trichoptera trong họ Helicopsychidae. Chúng phân bố ở miền Australasia.